# Make It Pop
Make It Pop est une série télévisée canadienne musicale en 42 épisodes de 22 minutes créée par Nick Cannon et Thomas W. Lynch diffusée depuis le 26 mars 2015 sur Nickelodeon aux États-Unis et depuis le 9 septembre 2015 sur YTV.
En France, la série est diffusée depuis le 12 octobre 2015 sur Nickelodeon Teen[réf. souhaitée]. Elle reste inédite dans les autres pays francophones.

## Synopsis
La série suit le quotidien de trois jeunes filles dans leur internat, Sun-Hi Song, Jodi Mappa et Corki Chang, qui, avec l'aide de leur ami Caleb Davis, vont former un groupe de K-pop, appelé XO-IQ.

## Distribution

### Acteurs principaux
- Megan Lee (en) (VFB : Cathy Boquet) : Sun-Hi Song
- Louriza Tronco (VFB : Elsa Poisot) : Jodi Mappa
- Erika Tham (es) (VFB : Audrey d'Hulstère) : Corki Chang
- Dale Whibley (VFB : Grégory Praet) : Caleb Davis

### Acteurs récurrents
- John-Alan Slachta (VFB : Maxime Donnay) : Jared Anderson
- Taveeta Szymanowicz (es) (VFB : Delphine Moriau) : Valérie Graves
- Matt Baram (VFB : Sébastien Hébrant) : M. Melwood Stark
- Karen Holness (VFB : Laurence Stévenne) : Mme Belinda Diona
- Caray Hammend : Dylan (saison 1)
- Natalie Granzhorn : Heather Duncan

- Simu Liu : Randy (saison 1)
- Vinson Tran : Link (saison 2)
- Mickeey Nguyen : Alex Phan (saison 2)
- Alex Eling : Darmala (saison 2)

### Acteurs invités
- Russell Yuen : Mr. Chang
- Tina Jung : Hye Jung Ko (saison 1)

### Invités spéciaux
- Nick Cannon : lui-même (saison 1)

Version française
- Studio : Lylo Studio (Belgique)
- Direction artistique : Cécile Florin
- Adaptation : Marine Livernette

## Production
Le 4 mai 2015, la série a été renouvelée pour une deuxième saison, diffusée à l'hiver 2016.

## Épisodes
| Saison | Saison  | Épisodes | États-Unis      | États-Unis      | France           | France           |
| Saison | Saison  | Épisodes | Début           | Fin             | Début            | Fin              |
| ------ | ------- | -------- | --------------- | --------------- | ---------------- | ---------------- |
|        | 1       | 20       | 6 avril 2015    | 1er mai 2015    | 12 octobre 2015  | 6 novembre 2015  |
|        | Spécial | Spécial  | 5 décembre 2015 | 5 décembre 2015 | 22 décembre 2015 | 22 décembre 2015 |
|        | 2       | 20       | 4 janvier 2016  | 29 janvier 2016 | 20 octobre 2016  | 3 mars 2017      |
|        | Spécial | Spécial  | 20 août 2016    | 20 août 2016    | 21 juin 2017     | 21 juin 2017     |

### Saison 1 (2015)
| №  | #  | Titre Français                   | Titre Original         | Diffusions française | Diffusions originale | Code prod. |
| -- | -- | -------------------------------- | ---------------------- | -------------------- | -------------------- | ---------- |
| 1  | 1  | La colocataire mystère           | Rumors & Roommates     | 12 octobre 2015      | 6 avril 2015         | 101        |
| 2  | 2  | Duo                              | Duet                   | 13 octobre 2015      | 7 avril 2015         | 102        |
| 3  | 3  | Un rêve inaccessible             | Failed Dreams          | 14 octobre 2015      | 8 avril 2015         | 103        |
| 4  | 4  | La chorégraphie volée            | Stolen Moves           | 15 octobre 2015      | 9 avril 2015         | 104        |
| 5  | 5  | J'en reste sans voix             | I Can't Hear Me        | 16 octobre 2015      | 10 avril 2015        | 105        |
| 6  | 6  | Populaire                        | Popular                | 19 octobre 2015      | 13 avril 2015        | 106        |
| 7  | 7  | Les garçons chez les filles !    | The Situation          | 20 octobre 2015      | 14 avril 2015        | 107        |
| 8  | 8  | La campagne                      | The Campaign           | 21 octobre 2015      | 15 avril 2015        | 108        |
| 9  | 9  | Je suis un génie                 | I Am Genius            | 22 octobre 2015      | 16 avril 2015        | 109        |
| 10 | 10 | Le bal d'intégration             | Homecoming             | 23 octobre 2015      | 17 avril 2015        | 110        |
| 11 | 11 | M. Chang                         | Mr. Chang              | 26 octobre 2015      | 20 avril 2015        | 111        |
| 12 | 12 | Le camion de la mode             | Fashion Truck          | 27 octobre 2015      | 21 avril 2015        | 112        |
| 13 | 13 | Le troll                         | The Troll              | 28 octobre 2015      | 22 avril 2015        | 113        |
| 14 | 14 | La tutrice                       | The Tutor              | 29 octobre 2015      | 23 avril 2015        | 114        |
| 15 | 15 | La pièce de théâtre revisitée    | Talent Show Redux      | 30 octobre 2015      | 24 avril 2015        | 115        |
| 16 | 16 | Maudite réalité                  | The Curse of Reality   | 2 novembre 2015      | 27 avril 2015        | 116        |
| 17 | 17 | La journée de l'œuf              | Eggs                   | 3 novembre 2015      | 28 avril 2015        | 117        |
| 18 | 18 | Amour et heures de colle         | Love and Detention     | 4 novembre 2015      | 29 avril 2015        | 118        |
| 19 | 19 | Rêves                            | Dreams                 | 5 novembre 2015      | 30 avril 2015        | 119        |
| 20 | 20 | Du cœur, du courage, de l'esprit | Heart, Courage, Brains | 6 novembre 2015      | 1er mai 2015         | 120        |

### Spécial (2015)
| №  | # | Titre Français | Titre Original | Diffusions française | Diffusions originale | Code prod. |
| -- | - | -------------- | -------------- | -------------------- | -------------------- | ---------- |
| 21 | 1 | Le cadeau      | The Gift       | 22 décembre 2015     | 5 décembre 2015      | 200        |

### Saison 2 (2016)
Elle a été diffusée du 4 au 29 janvier 2016 sur Nick et YTV. En France, depuis le 20 octobre 2016 sur Nickelodeon Teen.
| №  | #  | Titre Français          | Titre Original        | Diffusions française | Diffusions originale | Code prod. |
| -- | -- | ----------------------- | --------------------- | -------------------- | -------------------- | ---------- |
| 22 | 1  | De nouveaux défis       | Think                 | 20 octobre 2016      | 4 janvier 2016       | 201        |
| 23 | 2  | Robomania               | Robomania             | 21 octobre 2016      | 5 janvier 2016       | 202        |
| 24 | 3  | A prendre ou a laisser  | My Way or the Highway | 24 octobre 2016      | 6 janvier 2016       | 203        |
| 25 | 4  | Ah, ces garçons !       | Oh, Boys              | 25 octobre 2016      | 7 janvier 2016       | 204        |
| 26 | 5  | La fête de la science   | Potato Power          | 26 octobre 2016      | 8 janvier 2016       | 205        |
| 27 | 6  | Le miroir               | The Mirror            | 27 octobre 2016      | 11 janvier 2016      | 206        |
| 28 | 7  | Un truc de jumelles     | It's a Twin Thing     | 28 octobre 2016      | 12 janvier 2016      | 207        |
| 29 | 8  | SOS défilé de mode      | Fashion 911           | 31 octobre 2016      | 13 janvier 2016      | 208        |
| 30 | 9  | Sun Hi au cœur tendre   | Spring Fling          | 1er novembre 2016    | 14 janvier 2016      | 209        |
| 31 | 10 | Course à l'inscription  | Submission Impossible | 2 novembre 2016      | 15 janvier 2016      | 210        |
| 32 | 11 | La rumeur               | Scuttlebutt           | 20 février 2017      | 19 janvier 2016      | 211        |
| 33 | 12 | Triangles               | Triangles             | 21 février 2017      | 20 janvier 2016      | 212        |
| 34 | 13 | Tous dans le bus        | Get on the Bus!       | 22 février 2017      | 21 janvier 2016      | 213        |
| 35 | 14 | Réalité de vélo         | Reality Bites         | 23 février 2017      | 22 janvier 2016      | 214        |
| 36 | 15 | Non-explosive           | Band Blast Off        | 24 février 2017      | 25 janvier 2016      | 215        |
| 37 | 16 | Étapes et confus        | Staged and Confused   | 27 février 2017      | 26 janvier 2016      | 216        |
| 38 | 17 | Excès de bagages        | Excess Baggage        | 28 février 2017      | 27 janvier 2016      | 217        |
| 39 | 18 | Est-ce-que c'est toi ?  | Im-Prom-Tu            | 1er mars 2017        | 28 janvier 2016      | 218        |
| 40 | 19 | Problèmes de recherches | Looking for Trouble   | 2 mars 2017          | 29 janvier 2016      | 219        |
| 41 | 20 | C'est fini ?            | Really? It's Over?    | 3 mars 2017          | 29 janvier 2016      | 220        |

### Spécial (2016)
| №  | # | Titre Français | Titre Original | Diffusions française | Diffusions originale | Code prod. |
| -- | - | -------------- | -------------- | -------------------- | -------------------- | ---------- |
| 42 | 1 | C'est l'été    | Summer Splash  | 21 juin 2017         | 20 août 2016         | 300        |

## Musique
| Album | Album                         | N° Titres | Durée Totale | Sortie numérique |
| ----- | ----------------------------- | --------- | ------------ | ---------------- |
|       | Make It Pop, Vol. 1           | 10        | 29:27        | 10 avril 2015    |
|       | Make It Pop, Vol. 2           | 10        | 31:38        | 17 avril 2015    |
|       | Make It Pop, Vol. 3           | 10        | 32:45        | 24 avril 2015    |
|       | Make It Pop, Vol. 4           | 10        | 31:37        | 1er mai 2015     |
|       | Make It Pop! (Deluxe Edition) | 15        | 47:10        | 24 juillet 2015  |
|       | All the Love                  | 3         | 7:44         | 20 novembre 2015 |
|       | Tomorrow Is Ours              | 15        | 46:14        | 18 décembre 2015 |
|       | XO-IQ vs. L3                  | 4         | 11:28        | 12 février 2016  |
|       | Video Stars                   | 2         | 06:00        | 8 avril 2016     |
|       | Summer Splash                 | 5         | 13:04        | 19 août 2016     |

### Make It Pop, Vol. 1
Sortie le 10 avril 2015
| Make It Pop, Vol. 1 | Make It Pop, Vol. 1           | Make It Pop, Vol. 1 | Make It Pop, Vol. 1 | Make It Pop, Vol. 1 | Make It Pop, Vol. 1 | Make It Pop, Vol. 1 | Make It Pop, Vol. 1 | Make It Pop, Vol. 1 | Make It Pop, Vol. 1 |
| No                  | Titre                         | Interprète(s)       | Durée               |                     |                     |                     |                     |                     |                     |
| ------------------- | ----------------------------- | ------------------- | ------------------- | ------------------- | ------------------- | ------------------- | ------------------- | ------------------- | ------------------- |
| 1.                  | Light It Up                   | XO-IQ               | 03:38               |                     |                     |                     |                     |                     |                     |
| 2.                  | Do It                         | XO-IQ               | 03:10               |                     |                     |                     |                     |                     |                     |
| 3.                  | Now I Am Here (Superstar Mix) | XO-IQ               | 03:20               |                     |                     |                     |                     |                     |                     |
| 4.                  | Party Tonight                 | XO-IQ               | 03:16               |                     |                     |                     |                     |                     |                     |
| 5.                  | Make It Pop                   | XO-IQ               | 03:09               |                     |                     |                     |                     |                     |                     |
| 6.                  | Spotlightz                    | XO-IQ               | 02:46               |                     |                     |                     |                     |                     |                     |
| 7.                  | Get It Right                  | XO-IQ               | 03:00               |                     |                     |                     |                     |                     |                     |
| 8.                  | Skillz                        | XO-IQ               | 02:40               |                     |                     |                     |                     |                     |                     |
| 9.                  | My Girls                      | XO-IQ               | 03:28               |                     |                     |                     |                     |                     |                     |
| 10.                 | United (Who We Are)           | XO-IQ               | 02:20               |                     |                     |                     |                     |                     |                     |
| 29:27               |                               |                     |                     |                     |                     |                     |                     |                     |                     |

### Make It Pop, Vol. 2
Sortie le 17 avril 2015
| Make It Pop, Vol. 2 | Make It Pop, Vol. 2    | Make It Pop, Vol. 2 | Make It Pop, Vol. 2 | Make It Pop, Vol. 2 | Make It Pop, Vol. 2 | Make It Pop, Vol. 2 | Make It Pop, Vol. 2 | Make It Pop, Vol. 2 | Make It Pop, Vol. 2 |
| No                  | Titre                  | Interprète(s)       | Durée               |                     |                     |                     |                     |                     |                     |
| ------------------- | ---------------------- | ------------------- | ------------------- | ------------------- | ------------------- | ------------------- | ------------------- | ------------------- | ------------------- |
| 1.                  | Luv Em Boys            | XO-IQ               | 02:20               |                     |                     |                     |                     |                     |                     |
| 2.                  | How I'm Made           | XO-IQ               | 02:34               |                     |                     |                     |                     |                     |                     |
| 3.                  | Girls @                | XO-IQ               | 02:50               |                     |                     |                     |                     |                     |                     |
| 4.                  | Do You Know My Name    | XO-IQ               | 03:38               |                     |                     |                     |                     |                     |                     |
| 5.                  | Friday Night           | XO-IQ               | 03:53               |                     |                     |                     |                     |                     |                     |
| 6.                  | What Love Is About     | XO-IQ               | 03:00               |                     |                     |                     |                     |                     |                     |
| 7.                  | Party Tonight (Remix)  | XO-IQ               | 03:48               |                     |                     |                     |                     |                     |                     |
| 8.                  | Let's Make a Change    | XO-IQ               | 03:04               |                     |                     |                     |                     |                     |                     |
| 9.                  | The Rules              | XO-IQ               | 03:23               |                     |                     |                     |                     |                     |                     |
| 10.                 | My Girls (Dr. R Remix) | XO-IQ               | 03:28               |                     |                     |                     |                     |                     |                     |
| 31:38               |                        |                     |                     |                     |                     |                     |                     |                     |                     |

### Make It Pop, Vol. 3
Sortie le 24 avril 2015
| Make It Pop, Vol. 3 | Make It Pop, Vol. 3                   | Make It Pop, Vol. 3 | Make It Pop, Vol. 3 | Make It Pop, Vol. 3 | Make It Pop, Vol. 3 | Make It Pop, Vol. 3 | Make It Pop, Vol. 3 | Make It Pop, Vol. 3 | Make It Pop, Vol. 3 |
| No                  | Titre                                 | Interprète(s)       | Durée               |                     |                     |                     |                     |                     |                     |
| ------------------- | ------------------------------------- | ------------------- | ------------------- | ------------------- | ------------------- | ------------------- | ------------------- | ------------------- | ------------------- |
| 1.                  | Looking for Love                      | XO-IQ               | 03:32               |                     |                     |                     |                     |                     |                     |
| 2.                  | What Love Is About (DaCapo Remix)     | XO-IQ               | 03:53               |                     |                     |                     |                     |                     |                     |
| 3.                  | Superstar                             | XO-IQ               | 03:40               |                     |                     |                     |                     |                     |                     |
| 4.                  | Skillz (Flange Squad Remix)           | XO-IQ               | 02:43               |                     |                     |                     |                     |                     |                     |
| 5.                  | The Rules (Dr. R Remix)               | XO-IQ               | 03:17               |                     |                     |                     |                     |                     |                     |
| 6.                  | Now I Am Here (Fashion Mix)           | XO-IQ               | 03:22               |                     |                     |                     |                     |                     |                     |
| 7.                  | Do It (Flange Squad Remix)            | XO-IQ               | 03:02               |                     |                     |                     |                     |                     |                     |
| 8.                  | Spotlightz (Dr. R Remix)              | XO-IQ               | 02:55               |                     |                     |                     |                     |                     |                     |
| 9.                  | Get It Right (CP Remix)               | XO-IQ               | 02:45               |                     |                     |                     |                     |                     |                     |
| 10.                 | Friday Night (St-Thomas Random Remix) | XO-IQ               | 03:35               |                     |                     |                     |                     |                     |                     |
| 32:45               |                                       |                     |                     |                     |                     |                     |                     |                     |                     |

### Make It Pop, Vol. 4
Sortie 1er mai 2015
| Make It Pop, Vol. 4 | Make It Pop, Vol. 4                                      | Make It Pop, Vol. 4 | Make It Pop, Vol. 4 | Make It Pop, Vol. 4 | Make It Pop, Vol. 4 | Make It Pop, Vol. 4 | Make It Pop, Vol. 4 | Make It Pop, Vol. 4 | Make It Pop, Vol. 4 |
| No                  | Titre                                                    | Interprète(s)       | Durée               |                     |                     |                     |                     |                     |                     |
| ------------------- | -------------------------------------------------------- | ------------------- | ------------------- | ------------------- | ------------------- | ------------------- | ------------------- | ------------------- | ------------------- |
| 1.                  | United (Who We Are) [Flange Squad Remix]                 | XO-IQ               | 02:26               |                     |                     |                     |                     |                     |                     |
| 2.                  | Luv Em Boys (feat. John-Alan Slachta) [Luv Em Girls Mix] | XO-IQ               | 03:15               |                     |                     |                     |                     |                     |                     |
| 3.                  | Superstar (St-Thomas Random Remix)                       | XO-IQ               | 03:44               |                     |                     |                     |                     |                     |                     |
| 4.                  | How I’m Made (Flange Squad Remix)                        | XO-IQ               | 02:39               |                     |                     |                     |                     |                     |                     |
| 5.                  | Let’s Make a Change (Shebrock Remix)                     | XO-IQ               | 03:00               |                     |                     |                     |                     |                     |                     |
| 6.                  | Do You Know My Name (Jodi & Corki Reprise)               | XO-IQ               | 03:40               |                     |                     |                     |                     |                     |                     |
| 7.                  | Looking for Love (Flange Squad Remix)                    | XO-IQ               | 03:33               |                     |                     |                     |                     |                     |                     |
| 8.                  | Girls @ (St-Thomas Random Remix)                         | XO-IQ               | 02:43               |                     |                     |                     |                     |                     |                     |
| 9.                  | Light It Up (Flange Squad Remix)                         | XO-IQ               | 03:37               |                     |                     |                     |                     |                     |                     |
| 10.                 | Make It Pop (St-Thomas Random Remix)                     | XO-IQ               | 03:00               |                     |                     |                     |                     |                     |                     |
| 31:37               |                                                          |                     |                     |                     |                     |                     |                     |                     |                     |

### Make It Pop! (Deluxe Edition)
Sortie le 24 juillet 2015
1. "Make It Pop" – 3:09
2. "Light It Up" – 3:38
3. "Party Tonight" – 3:16
4. "Skillz" – 2:40
5. "Do You Know My Name?" – 3:38
6. "Now I Am Here (Superstar Mix)" – 3:20
7. "Spotlightz" – 2:46
8. "Do It" – 3:10
9. "United (Who We Are)" – 2:20
10. "Get It Right" – 3:00
11. "Luv 'Em Boys" – 2:20
12. "Looking for Love" – 3:32
13. "My Girls" – 3:28
14. "What Love Is About" – 3:00
15. "Friday Night" – 3:53

### All The Love
Sortie le 20 novembre 2015
| Make It Pop: All the Love (Music from the Original TV Series) - Single | Make It Pop: All the Love (Music from the Original TV Series) - Single | Make It Pop: All the Love (Music from the Original TV Series) - Single | Make It Pop: All the Love (Music from the Original TV Series) - Single | Make It Pop: All the Love (Music from the Original TV Series) - Single | Make It Pop: All the Love (Music from the Original TV Series) - Single | Make It Pop: All the Love (Music from the Original TV Series) - Single | Make It Pop: All the Love (Music from the Original TV Series) - Single | Make It Pop: All the Love (Music from the Original TV Series) - Single | Make It Pop: All the Love (Music from the Original TV Series) - Single |
| No                                                                     | Titre                                                                  | Interprète(s)                                                          | Durée                                                                  |                                                                        |                                                                        |                                                                        |                                                                        |                                                                        |                                                                        |
| ---------------------------------------------------------------------- | ---------------------------------------------------------------------- | ---------------------------------------------------------------------- | ---------------------------------------------------------------------- | ---------------------------------------------------------------------- | ---------------------------------------------------------------------- | ---------------------------------------------------------------------- | ---------------------------------------------------------------------- | ---------------------------------------------------------------------- | ---------------------------------------------------------------------- |
| 1.                                                                     | All the Love                                                           | XO-IQ                                                                  | 02:59                                                                  |                                                                        |                                                                        |                                                                        |                                                                        |                                                                        |                                                                        |
| 2.                                                                     | Jing, Jing, Jingle                                                     | XO-IQ                                                                  | 02:40                                                                  |                                                                        |                                                                        |                                                                        |                                                                        |                                                                        |                                                                        |
| 3.                                                                     | Deck the Halls                                                         | XO-IQ                                                                  | 02:05                                                                  |                                                                        |                                                                        |                                                                        |                                                                        |                                                                        |                                                                        |
| 07:44                                                                  |                                                                        |                                                                        |                                                                        |                                                                        |                                                                        |                                                                        |                                                                        |                                                                        |                                                                        |

### Tomorrow Is Ours
Sortie le 18 décembre 2015
1. "Walk That Walk" – 3:20
2. "Make You the One" – 2:55
3. "Tomorrow Is Ours" – 3:01
4. "We Doin' It" – 3:00
5. "Back to Me" – 3:27
6. "Good Karma" – 3:09
7. "Where Our Hearts Go" – 3:21
8. "You Make It Better" – 3:38
9. "Music's All I Got" – 2:39
10. "Situation Wild" – 2:48
11. "Like a Machine" – 2:56
12. "Whispers" – 2:59
13. "Rock the Show" – 3:07
14. "Jump to It" – 2:50
15. "Gratitude" – 3:04

### XO-IQ vs. L3
Sortie le 12 février 2016
| Make It Pop: XO-IQ vs. L3 (Music from the Original TV Series) - EP | Make It Pop: XO-IQ vs. L3 (Music from the Original TV Series) - EP | Make It Pop: XO-IQ vs. L3 (Music from the Original TV Series) - EP | Make It Pop: XO-IQ vs. L3 (Music from the Original TV Series) - EP | Make It Pop: XO-IQ vs. L3 (Music from the Original TV Series) - EP | Make It Pop: XO-IQ vs. L3 (Music from the Original TV Series) - EP | Make It Pop: XO-IQ vs. L3 (Music from the Original TV Series) - EP | Make It Pop: XO-IQ vs. L3 (Music from the Original TV Series) - EP | Make It Pop: XO-IQ vs. L3 (Music from the Original TV Series) - EP | Make It Pop: XO-IQ vs. L3 (Music from the Original TV Series) - EP |
| No                                                                 | Titre                                                              | Interprète(s)                                                      | Durée                                                              |                                                                    |                                                                    |                                                                    |                                                                    |                                                                    |                                                                    |
| ------------------------------------------------------------------ | ------------------------------------------------------------------ | ------------------------------------------------------------------ | ------------------------------------------------------------------ | ------------------------------------------------------------------ | ------------------------------------------------------------------ | ------------------------------------------------------------------ | ------------------------------------------------------------------ | ------------------------------------------------------------------ | ------------------------------------------------------------------ |
| 1.                                                                 | I Promise You That (feat. XO-IQ)                                   | L3                                                                 | 03:13                                                              |                                                                    |                                                                    |                                                                    |                                                                    |                                                                    |                                                                    |
| 2.                                                                 | Misfits                                                            | XO-IQ                                                              | 03:04                                                              |                                                                    |                                                                    |                                                                    |                                                                    |                                                                    |                                                                    |
| 3.                                                                 | No Way (feat. XO-IQ)                                               | L3                                                                 | 02:30                                                              |                                                                    |                                                                    |                                                                    |                                                                    |                                                                    |                                                                    |
| 4.                                                                 | Put It All Together                                                | XO-IQ                                                              | 02:41                                                              |                                                                    |                                                                    |                                                                    |                                                                    |                                                                    |                                                                    |
| 11:28                                                              |                                                                    |                                                                    |                                                                    |                                                                    |                                                                    |                                                                    |                                                                    |                                                                    |                                                                    |

### Video Stars
Sortie le 8 avril 2016
| Make It Pop: Video Stars - Single | Make It Pop: Video Stars - Single | Make It Pop: Video Stars - Single | Make It Pop: Video Stars - Single | Make It Pop: Video Stars - Single | Make It Pop: Video Stars - Single | Make It Pop: Video Stars - Single | Make It Pop: Video Stars - Single | Make It Pop: Video Stars - Single | Make It Pop: Video Stars - Single |
| No                                | Titre                             | Interprète(s)                     | Durée                             |                                   |                                   |                                   |                                   |                                   |                                   |
| --------------------------------- | --------------------------------- | --------------------------------- | --------------------------------- | --------------------------------- | --------------------------------- | --------------------------------- | --------------------------------- | --------------------------------- | --------------------------------- |
| 1.                                | Video Stars                       | XO-IQ                             | 03:13                             |                                   |                                   |                                   |                                   |                                   |                                   |
| 2.                                | Situation Wild (Acoustic)         | XO-IQ                             | 02:47                             |                                   |                                   |                                   |                                   |                                   |                                   |
| 06:00                             |                                   |                                   |                                   |                                   |                                   |                                   |                                   |                                   |                                   |

### Summer Splash
Sortie le 19 août 2016
| Make It Pop: Summer Splash (Music from the Original TV Series) - EP | Make It Pop: Summer Splash (Music from the Original TV Series) - EP | Make It Pop: Summer Splash (Music from the Original TV Series) - EP | Make It Pop: Summer Splash (Music from the Original TV Series) - EP | Make It Pop: Summer Splash (Music from the Original TV Series) - EP | Make It Pop: Summer Splash (Music from the Original TV Series) - EP | Make It Pop: Summer Splash (Music from the Original TV Series) - EP | Make It Pop: Summer Splash (Music from the Original TV Series) - EP | Make It Pop: Summer Splash (Music from the Original TV Series) - EP | Make It Pop: Summer Splash (Music from the Original TV Series) - EP |
| No                                                                  | Titre                                                               | Interprète(s)                                                       | Durée                                                               |                                                                     |                                                                     |                                                                     |                                                                     |                                                                     |                                                                     |
| ------------------------------------------------------------------- | ------------------------------------------------------------------- | ------------------------------------------------------------------- | ------------------------------------------------------------------- | ------------------------------------------------------------------- | ------------------------------------------------------------------- | ------------------------------------------------------------------- | ------------------------------------------------------------------- | ------------------------------------------------------------------- | ------------------------------------------------------------------- |
| 1.                                                                  | Gonna Be Lit                                                        | XO-IQ                                                               | 02:56                                                               |                                                                     |                                                                     |                                                                     |                                                                     |                                                                     |                                                                     |
| 2.                                                                  | We Got It                                                           | XO-IQ                                                               | 03:07                                                               |                                                                     |                                                                     |                                                                     |                                                                     |                                                                     |                                                                     |
| 3.                                                                  | Summer                                                              | XO-IQ                                                               | 02:30                                                               |                                                                     |                                                                     |                                                                     |                                                                     |                                                                     |                                                                     |
| 4.                                                                  | Misfits (Summer Remix)                                              | XO-IQ                                                               | 02:32                                                               |                                                                     |                                                                     |                                                                     |                                                                     |                                                                     |                                                                     |
| 5.                                                                  | Skillz (Summer Remix)                                               | XO-IQ                                                               | 01:59                                                               |                                                                     |                                                                     |                                                                     |                                                                     |                                                                     |                                                                     |
| 13:04                                                               |                                                                     |                                                                     |                                                                     |                                                                     |                                                                     |                                                                     |                                                                     |                                                                     |                                                                     |